# Mira Glodeanu
Mira Glodeanu, née en 1972 à Bucarest, est une violoniste d'origine roumaine.

## Biographie
Elle a été formée en Roumanie auprès de Nicolae Bilciurescu, Modest Iftinchi et des violonistes du Quatuor Voces. Elle obtient le diplôme de soliste de l'Académie de musique de Bucarest avec les plus hautes distinctions. Elle s’intéresse très tôt à la musique ancienne et, dès 1993, participe à Bucarest à la formation d’un groupe de recherche et d’interprétation. Elle rencontre alors Jordi Savall, Manfredo Kraemer, et Sigiswald Kuijken auprès de qui elle vient étudier au Conservatoire royal de Bruxelles, et obtient un degré de maître en violon baroque.
Mira Glodeanu s’est produite comme soliste dans toute l’Europe, au Canada, en Chine, au Japon et en Amérique latine, avec de nombreux ensembles de chambre et orchestres baroques: La Petite Bande, Les Arts Florissants, La Fenice, Il Seminario Musicale, Il Gardellino, L'Arpeggiata, Le Poème harmonique et d'autres. En septembre 2012 elle reprend la direction musicale de l'Ensemble PhilidOr
Elle fonde l’ensemble de musique baroque Ausonia en 1998 avec le claveciniste Frédérick Haas.
Elle est régulièrement Konzertmeister de l’orchestre du Collegium Vocale de Gand, l’orchestre baroque wallon, Les Agrémens, Al Ayre Español.
Elle a enregistré plus d’une trentaine de disques avec Philippe Herreweghe, Gérard Lesne, Véronique Gens, William Christie, Christophe Rousset, Sigiswald Kuijken...
En soliste ou avec son ensemble, elle est invitée aux festivals d'Ambronay et de Pontoise, au Printemps des arts de Nantes, au Printemps baroque du Sablon, au Festival de Wallonie, au festival de Lanvellec et du Trégor (Côtes d'Armor) aux Semaines Musicales de Quimper, les festivals de Souvigny, Deauville, Catalogne Romane, Callas, Spa, Baarn, Abbaye du Relec, Abbaye d'Aulne, au St Petersburg International Early Music Festival, Festival Jean de La Fontaine, Festival Brezice (Ljubljana) et au festival baroque de Zagreb.
Mira Glodeanu est professeur de violon baroque au Conservatoire royal de Bruxelles, ainsi qu’en master classes en France (Sablé-sur-Sarthe), Espagne, Roumanie, Angleterre. Elle est professeur invité à l’Université de Salamanque.
Elle joue un violon Augustin Chappuy de 1757 (Paris), conservé avec son manche et son réglage intérieur d’origine et un rare violon de 1604 du luthier polonais Marcin Groblicz.

## Discographie sélective
- 2001 : Francœur, Sonates pour violon et basse continue - Ensemble Ausonia (novembre 2001, Calliope CAL 9888)[1] (OCLC 812719098)
- 2004 : Amans voulez-vous être heureux?, sonates pour violon de François Francœur - Ensemble Ausonia : Isabelle Desrochers, soprano ; Mira Glodeanu, violon ; Nils Wieboldt, violoncelle ; James Munro, contrebasse ; Julian Behr, théorbe ; Frédérick Haas, clavecin (août 2004, Alpha) (OCLC 811334891)
- 2006 : Clavier Sonaten mit obligater Violine, sonates pour violon et clavecin de J. S. Bach, avec Frédérick Haas, clavecin (Abbaye de Saint-Michel, Thiérache, 10-12 septembre 2006, Ambronay)[2] (OCLC 941808699)
- 2007 : Francœur, Zélindor, Roi des Sylphes - Ensemble Ausonia (21 septembre/21 octobre 2007, CD no 10 du coffret 200 ans de musique à Versailles - Musique du Baroque français) (OCLC 192044553)
- 2009 : L’art du violon seul dans l'Allemagne baroque, Bach (Sonate no 1, Partita no 2), Biber (Passacaille), Pisendel (Sonate en la mineur), Westhoff (Suite no 4) (6-9 octobre 2008, Ambronay AMY 019) (OCLC 923021885)